# إيلاريا بينو
إيلاريا بينو (مواليد 18 فبراير 1983) هي لاعبة كرة لينة إيطالية شاركت في دورة الألعاب الأولمبية الصيفية لعام 2004.